# Zoológico de Leningrado
El Zoológico de Leningrado (en ruso: Ленинградский зоопарк; a veces llamado el Zoológico de San Petersburgo; en ruso: Санкт-Петербургский зоопарк), se localiza en la ciudad de San Petersburgo (antes llamada Leningrado), en Rusia. Se encuentra en el Parque Alexander en Storona Petrogradskaya. Fue fundado por Sofía Gerhardt y Julius Gerhardt en 1865. Tiene cerca de 2.975 animales de 410 especies, incluyendo osos polares.
El zoológico fue renombrado de "jardín zoológico" a "Zoológico de Leningrado" en 1952. En 1991, el nombre Leningrado se mantuvo, incluso después de que la ciudad retomó su antiguo nombre de San Petersburgo.